# Trichilia grandifolia
Trichilia grandifolia là một loài thực vật thuộc họ Meliaceae. Đây là loài đặc hữu của São Tomé và Príncipe.